# Pangasianodon hypophthalmus
Pangasianodon hypophthalmus (пангасіанодон великоокий) — прісноводний вид риб з роду Pangasianodon родини Акулячі соми ряду сомоподібні. Поширений у Південно-Східній Азії, утримують також в акваріумах. Інші назви назви «пангасіус Сучі», «сіамський пангасіус», «райдужна акула».

## Опис
Досягає 1,5 м завдовжки при максимальній вазі 44 кг (в акваріумі — до 50 см). Спостерігається статевий диморфізм: самиця більша за самця. Голова велика, сплощена. Очі великі. Є 2 пари вусів. Рот широкий. Невеличкі зяброві тичинки перемежовуються з великими. Тулуб витягнутий, вкрито лускою. Спинний плавець складається з 6 м'яких розгалужених променів. Жировий плавець крихітний. Черевні плавці маленькі. Анальний плавець довгий та широкий.
Забарвлення сизе. Уздовж тіла (від зябрових кришок до основи хвостового плавця) з кожного боку проходить по 2 смуги сріблястого кольору. Рот й черево — сріблясті. З віком смужки щезають, сом темнішає до сірого кольору, але черево залишається сріблястим. Усі плавці темно-сірі зі сріблястою облямівкою. темні смуги проходять через анальний та хвостовий плавці.

## Спосіб життя
Зустрічається у великих річках з піщаним або кам'янистим ґрунтом. Тримається середніх шарів води. Дихає за допомогою зябер та завдяки особливий будові плавального міхура. Доволі рухлива та полохлива риба. При небезпеці прикидається мертвою. Здійснює міграції. Утворює значні косяки. Ненажера. Живиться рибою, молюсками, комахами, зоопланктоном, рослинними рештками.
Статева зрілість у 4-5 роки при розмірі 50 см та вазі 3 кг. Нерест відбувається верх за течією: з травня до липня. Ікра жовтувато-коричневого кольору, має діаметр 3 мм. Мальки з'являються через 24-36 днів, швидко зростають. Самиця відкладає 2 рази нарік, загальна кількість становить близько 200 тис. яєць.
Є важливим об'єктом промислового рибальства та розведення. Цей сом — один зі вагомих об'єктів експорту країн Південно-Східної Азії.
Тривалість життя становить 15 років.

## Розповсюдження
Мешкає у басейнах річок Меконг, Меглонг та Чао-Прайя — в межах Таїланду, В'єтнаму, Лаосу та Камбоджі. Розводять також у США (на затоплених рисових полях), Бангладеш, Сингапурі, на Філіппінах.

## Підвиди
- Pangasianodon hypophthalmus hypophthalmus
- Pangasianodon hypophthalmus sutchi

## Утримання в акваріумі

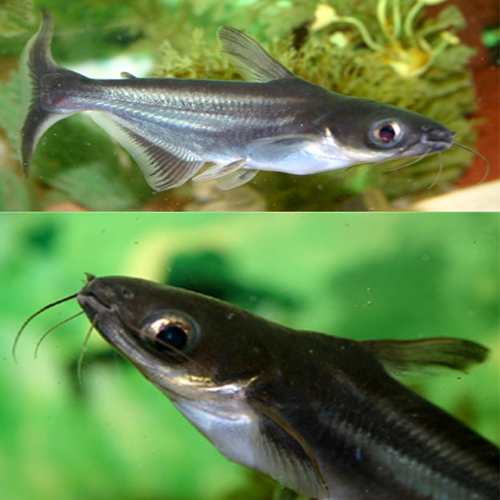
В акваріумі

Серед акваріумістів також відомий під назвою «акулячий сом». Для утримання потрібний просторий акваріум об'ємом до 350 л. Доволі рухлива і полохлива риба. Тримається у середньому шарі води. Добре уживається з лабео, великими барбусами, багатоперами, каламоїхтами, гурамі, рибами-ножами. Рекомендовані параметри води: температура 24-29 °C, pH 6,5—8,0, твердість 2—15°dH. Риба не любить стару воду, тому потрібна аерація, фільтрація та регулярні підміна води. Годують сухим кормом у вигляді пластівців або гранул, нежирною рибою, кальмарами, серцем. Для нормального росту обов'язкова наявність білкової їжі.